# Chaerephon nigeriae
Chaerephon nigeriae es una especie de murciélago de la familia Molossidae.

## Distribución geográfica
Se encuentra en África Sahariana.